# 庙庄站
庙庄站是位于甘肃省平凉市崆峒区四十里铺镇庙庄村的一个铁路车站，邮政编码744026。车站建于1995年，有宝中铁路经过该站，现办理客运业务，不办理货运业务，车站及其上下行区间均已电气化。车站距离宝鸡站182公里，隶属兰州铁路局，是五等站。
1. ↑  铁道部电子计算技术中心, 铁道部运输局. . 北京: 中国铁道出版社. 1998: 92. ISBN 9787113030995.